# マーク・アンドリュース (アメリカンフットボール)
マーク・アンドリュース（Mark Andrews、1995年9月6日 - ）は、アメリカ合衆国アリゾナ州スコッツデール出身のアメリカンフットボール選手。ポジションはタイトエンド（TE）。NFLのボルチモア・レイブンズに所属している。
カレッジフットボールはオクラホマ大学でプレーをし、2018年のNFLドラフトで3巡目全体86位指名をされ、レイブンズに入団した。
プロ入り後は、プロボウルに3回選出、1シーズンでのキャッチ数とレシーブ獲得ヤードにおいてレイブンズの記録を打ち立て、2021年のオールプロチームに選ばれるなどの活躍を見せている。

## 大学時代
大学では、ワイドレシーバーからタイトエンドへとポジションを変えた。2014年はレッドシャツ生として過ごした後、2015年に13試合すべてに出場し、19回のキャッチで318ヤードと7回のタッチダウンを記録した。2016年、アンドリュースは13試合中11試合に先発出場し、31回のキャッチで489ヤード、7回のタッチダウンを記録した。2017年には、ジョン・マッキー賞を受賞した。2018年1月初旬、アンドリュースは2018年のNFLドラフトに参加するため、4年生はプレーしないことを発表した。

### 大学時代の成績
| シーズン | チーム         | カンファレンス | 学年     | ポジション | 出場数 | レシーブ | レシーブ   | レシーブ       | レシーブ |
| シーズン | チーム         | カンファレンス | 学年     | ポジション | 出場数 | 回数     | 獲得ヤード | 平均獲得ヤード | TD       |
| -------- | -------------- | -------------- | -------- | ---------- | ------ | -------- | ---------- | -------------- | -------- |
| 2015     | オクラホマ大学 | ビッグ12       | 1年      | TE         | 9      | 19       | 318        | 16.7           | 7        |
| 2016     | オクラホマ大学 | ビッグ12       | 2年      | WR         | 12     | 31       | 489        | 15.8           | 7        |
| 2017     | オクラホマ大学 | ビッグ12       | 3年      | TE         | 14     | 62       | 958        | 15.5           | 8        |
| キャリア | キャリア       | キャリア       | キャリア | キャリア   | 35     | 112      | 1,765      | 15.8           | 22       |

## プロキャリア

### ボルチモア・レイブンズ
| 身長                      | 体重            | 腕 の 長 さ       | 手 の 大 き さ   | 40Yrd ダ ッ シ ュ | 10Yrd ス プ リ ッ ト | 20Yrd ス プ リ ッ ト | 20Yrd シ ャ ト ル | 3 コ 丨 ン ド リ ル | 垂 直 跳 び     | 立 ち 幅 跳 び     | ベ ン チ プ レ ス |
| ------------------------- | --------------- | ----------------- | ---------------- | ----------------- | -------------------- | -------------------- | ----------------- | ------------------- | --------------- | ------------------ | ----------------- |
| 6 ft 5+1⁄8 in (196 cm)    | 256 lb (116 kg) | 32+1⁄2 in (83 cm) | 9+1⁄2 in (24 cm) | 4.67 s            | 1.54 s               | 2.75 s               | 4.38 s            | 7.34 s              | 31.0 in (79 cm) | 9 ft 5 in (2.87 m) | 17 回             |
| NFLコンバインでの測定結果 |                 |                   |                  |                   |                      |                      |                   |                     |                 |                    |                   |

ボルチモア・レイブンズは、 2018年のNFLドラフトの3巡目（全体86位）でアンドリュースを指名した。アンドリュースは、2018年にドラフトされた4番目のタイトエンドであり、ヘイデン・ハースト（全体で25番目）に次ぐ、レイブンズによってドラフトされた2番目のタイトエンドだった。
2018年5月16日、レイブンズはアンドリュースと、836,660ドルの契約ボーナスを含む4年345万ドルのルーキー契約にサインした。

#### 2018年
シーズン開幕戦のバッファロー・ビルズ戦でで、アンドリュースはNFLデビューを果たし、3回のキャッチで31ヤードを記録した。9月13日、シンシナティ・ベンガルズ戦では、NFLキャリア初のタッチダウンを記録した。
2018年シーズンは、34回のキャッチで552ヤード、3回のタッチダウンを記録した。

#### 2019年
第1週のマイアミ・ドルフィンズ戦では、8回のキャッチで108ヤード、1回のタッチダウンを記録した。第2週の23-17で勝利したアリゾナ・カージナルス戦では、8回のキャッチで112ヤード、1回のタッチダウンを記録した。2019年シーズンを通して、64回のキャッチで852ヤード、10回のタッチダウンを記録した。10回のレシーブタッチダウンは、リーグのタイトエンドとしてはトップであり、クーパー・カップと並んでリーグ2位となった。

#### 2020年
第11週のテネシー・タイタンズ戦では、5回のキャッチで96 ヤードを記録し、延長戦で試合の勝敗を決め切るタッチダウンを記録した。2020年11月30日にチームによってリザーブ/COVID-19リストに入れられ、12月9日に再びアクティブ登録された。アンドリュースは、2020年シーズンを通して、58回のキャッチで701ヤード、7回のタッチダウンを記録した。

#### 2021年

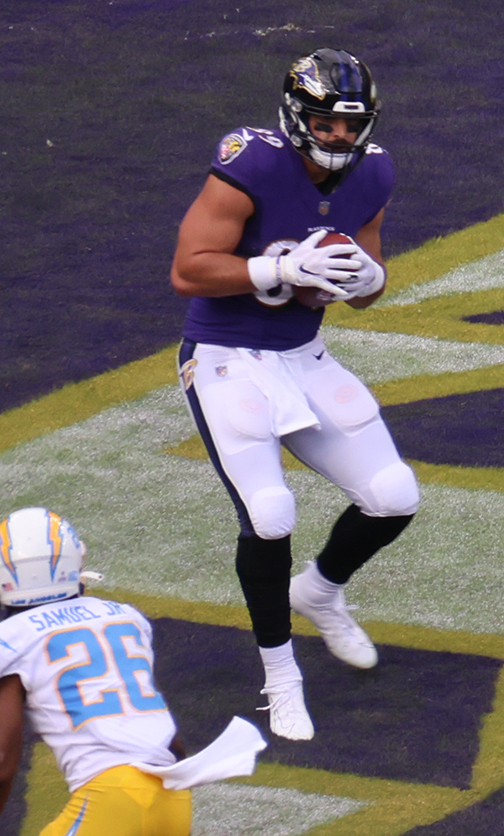
2021年ロサンゼルス・チャージャーズ戦でタッチダウンを記録するアンドリュース

2021年9月6日、レイブンズはアンドリュースと4年5,600万ドルの延長契約を結んだ。第3週のデトロイト・ライオンズ戦では、5回のキャッチで109ヤードを記録した。第5週のインディアナポリス・コルツ戦では、11回のキャッチで147ヤード、2タッチダウンを記録し、キャリア最高の成績を残した 。14週目には、11回のキャッチで115ヤードを記録した。その活躍が評価され、キャリア2回目となるプロボウルに選出された。
2021年シーズンを通して、17試合で9回のタッチダウン、107回のキャッチで1,361ヤードを記録し、キャリア最高のシーズンとなった。その後、AP通信オールプロのファーストチームに選ばれた。

#### 2022年
このシーズンは15試合に先発出場し、73回のキャッチで847ヤード、5タッチダウンを記録して2年連続のプロボウルに選出された。

#### 2023年
第11週のシンシナティ・ベンガルズ戦でタックルを受けた際に足首を負傷し、レギュラーシーズンの残り6試合を欠場した。

#### 2024年
シーズン開幕前の8月14日、トレーニングキャンプ施設に向かう際に自動車事故に巻き込まれたが、カンザスシティ・チーフスとの開幕戦には先発出場した。レギュラーシーズンの全17試合に出場して、55回のキャッチで673ヤードを記録し、自己最多の11タッチダウンを記録した。プレーオフのバッファロー・ビルズ戦では、2019年シーズン以来のターンオーバーとなるファンブルを喫したほか、試合終了間際に同点となるツーポイントコンバージョンのパスをドロップしてしまい、25-27で敗れた。

## NFLキャリア成績
| Legend | Legend                       |
| ------ | ---------------------------- |
|        | リーグリード（タイトエンド） |
| 太字   | キャリアハイ                 |

| 年度    | チーム  | 試合 | 試合 | レシーブ | レシーブ   | レシーブ       | レシーブ       | レシーブ | ファンブル | ファンブル |
| 年度    | チーム  | 出場 | 先発 | 回数     | 獲得ヤード | 平均獲得ヤード | 最長獲得ヤード | TD       | 回数       | ロスト     |
| ------- | ------- | ---- | ---- | -------- | ---------- | -------------- | -------------- | -------- | ---------- | ---------- |
| 2018    | BAL     | 16   | 3    | 34       | 552        | 16.2           | 74             | 3        | 0          | 0          |
| 2019    | BAL     | 15   | 4    | 64       | 852        | 13.3           | 51             | 10       | 2          | 1          |
| 2020    | BAL     | 14   | 2    | 58       | 701        | 12.1           | 39             | 7        | 2          | 0          |
| 2021    | BAL     | 17   | 9    | 107      | 1,361      | 12.7           | 43             | 9        | 1          | 0          |
| 2022    | BAL     | 15   | 15   | 73       | 847        | 11.6           | 36             | 5        | 1          | 0          |
| 2023    | BAL     | 10   | 9    | 45       | 544        | 12.1           | 38             | 6        | 1          | 0          |
| 2024    | BAL     | 17   | 13   | 55       | 673        | 12.2           | 67             | 11       | 0          | 0          |
| NFL:7年 | NFL:7年 | 104  | 55   | 436      | 5,530      | 12.7           | 74             | 51       | 7          | 1          |

| 年度 | チーム | 試合 | 試合 | レシーブ | レシーブ   | レシーブ       | レシーブ       | レシーブ | ファンブル | ファンブル |
| 年度 | チーム | 出場 | 先発 | 回数     | 獲得ヤード | 平均獲得ヤード | 最長獲得ヤード | TD       | 回数       | ロスト     |
| ---- | ------ | ---- | ---- | -------- | ---------- | -------------- | -------------- | -------- | ---------- | ---------- |
| 2018 | BAL    | 1    | 0    | 3        | 31         | 10.3           | 13             | 0        | 0          | 0          |
| 2019 | BAL    | 1    | 0    | 4        | 39         | 9.8            | 16             | 0        | 0          | 0          |
| 2020 | BAL    | 2    | 1    | 8        | 69         | 8.6            | 17             | 0        | 0          | 0          |
| 2022 | BAL    | 1    | 1    | 5        | 73         | 14.6           | 29             | 0        | 0          | 0          |
| 2023 | BAL    | 1    | 0    | 2        | 15         | 7.5            | 9              | 0        | 0          | 0          |
| 2024 | BAL    | 2    | 2    | 7        | 88         | 12.6           | 20             | 0        | 1          | 1          |
| 通算 | 通算   | 8    | 4    | 29       | 315        | 10.9           | 29             | 0        | 1          | 1          |

## 私生活
アンドリュースは1型糖尿病のため、フットボールをするとき以外は、インスリンポンプを装着している。糖尿病患者の代弁者として、糖尿病の影響や糖尿病とともに生きる方法について、若い人たちと語り合う活動を行っている。